# Papiro 47

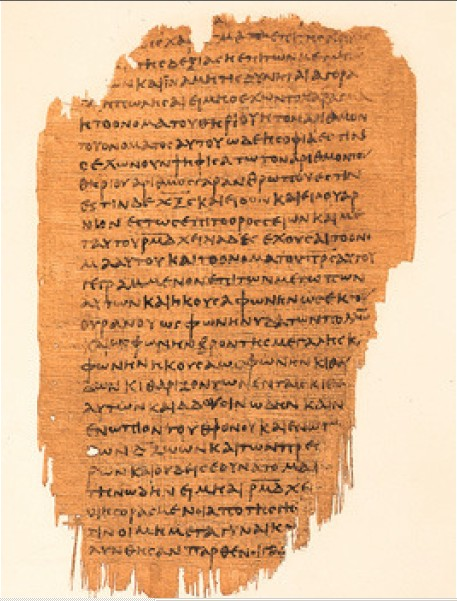
Revelación 9:10-17:2 †

El Papiro 47, (Gregory-Aland) lo simbolizó, {\displaystyle {\mathfrak {P}}}47, es una copia antigua del Nuevo Testamento en griego. Es un manuscrito en papiro del Libro de Revelación, contiene Rev: 9:10-11:3; 11:5-16:15; 16:17-17:2. El manuscrito paleográficamente ha sido asignado al siglo III.
El texto griego de este códice es una representativa del Tipo textual alejandrino. Aland lo atribuyó como un texto normal, y lo ubicó en la Categoría I.
El texto de este manuscrito es más cercano al Códice Sinaítico, y ambos son testimonios para uno de los tipos textuales antiguos del Libro de Revelación. Otro tipo está presentado por los manuscritos Papiro 115, el Códice Alejandrino, y el Códice de Efrén Reescrito.
Actualmente se encuentra en la Biblioteca Chester Beatty (Inv. 14. 1. 527) en Dublín.

## Para leer más
- F. G. Kenyon, The Chester Beatty Biblical Papyri III, (London, 1934).
- Comfort, Philip W.; David P. Barrett (2001). The Text of the Earliest New Testament Greek Manuscripts. Wheaton, Illinois: Tyndale House Publishers. pp. 335-351. ISBN 978-0-8423-5265-9.